# Burgstall Bergstuhl
Der Burgstall Bergstuhl ist eine abgegangene mittelalterliche Höhenburg bei 310 m ü. NHN auf dem Weichelsberg bei Decheldorf, einem heutigen Gemeindeteil des Marktes Mühlhausen im Landkreis Erlangen-Höchstadt in Bayern. Von der ehemaligen Burganlage zwischen zwei Bachtälern sind nur geringe Reste erhalten. Der heute verwendete Name der Anlage ist eine Verschleifung des Wortes Burgstall.

## Beschreibung der Anlage
Der Burgstall befindet sich auf einem Sporn, der in südwestlicher Ausrichtung durch zwei Talfurchen abgegrenzt wird. Diese erreichen eine Tiefe von bis zu 10 Metern. Der Burgstall selbst besteht aus einem rechtwinkligen Plateau mit einer Fläche von etwa 52 × 32 Metern, welches nach Nordosten durch einen bis zu 25 Meter breiten Graben vom leicht ansteigenden Sporn abgegrenzt wird. Das Burgplateau und die Grabensohle erreichen eine Höhendifferenz von bis zu 6 Metern. Der Graben setzt sich auf den anderen drei Seiten um das Plateau fort, wird jedoch nun von einem Außenwall begleitet. Dieser ist von innen und außen noch etwa einen Meter hoch. Auf der Südostseite finden sich in ihm zwei Wallunterbrechungen, die aber jüngeren Ursprungs sind. In der Mitte der Nordwestseite laufen Graben und Wall in die Talfurche aus. Auf der Spornspitze im Südosten der Anlage, die etwa noch 50 Meter Länge erreicht, haben sich keine oberflächlich sichtbaren Elemente einer Befestigung erhalten. Im Tal an der Stelle des Zusammentreffens der beiden Furchen, etwa 100 Meter südwestlich der Anlage, befindet sich ein Querwall, der wohl als Damm zum Wasserstau in den Furchen verwendet wurde.
Die Beobachtung, dass der Graben und Wall der Anlage im Nordosteck in die Talfurchen übergehen, hat zu der These gefürt, dass die Burg nicht auf einem Sporn errichtet wurde, sondern dass die Furchen Ergebnis einer Katastrophe sind, die Folge des Burgenbaus war. Die Rohdung der Fläche in Verbindung mit den Erdbewegungen und -verdichtungen bei der Errichtung der Anlage führte demnach dazu, dass bei einem Starkregenereignis das Wasser die Furchen in den Berg gerissen hat und dabei die Nordostecke der Anlage mit verschliffen wurde.
Zu der Burg gehörte ein Wirtschaftshof namens "Wichmannsberg", der im frühen 14. Jh. in den Quellen belegbar ist. Die genaue Lage dieser Wüstung ist unbekannt.

## Geschichte
Zur Geschichte der Anlage ist nicht viel bekannt. Grobe zeitliche Einordnungen lassen sich nur erschließen. Lage und Form der Anlage sprechen für eine hochmittelalterliche Gründung. Zwischen 1303 und 1320 lassen sich Lehnsvergaben im zugehörigen Hof Wichmannsberg an Eberhard von Stolzenroth und Konrad Stüchs belegen. In der Registratur des Lorenz Fries aus der Mitte des 16. Jh. wird berichtet, dass die Herren von Laufenholz im Ort Lehen von Würzburg hatten. Dort wird Wichmannsberg bereits als Wüstung geführt. Die von Fries genannten Lehnsrechte beziehen sich auf das 14. und 15. Jh. Wann der Ort danach wüst fiel und ob diese Familien auch an der Burg Rechte hatten, ist unbekannt.
In der Folge findet sich die Burg im Besitz der Herren von Egloffstein. Zwischen 1739 und etwa 1800 war eine egloffsteinsche Burg zu Decheldorf wieder bewohnt. Diese dürfte identisch mit dem Burgstall sein. Ob zu diesem Zeitpunkt noch nennenswerte Gebäude und Befestigungen auf dem Areal standen, oder es sich nur um einen notdürftig wiederhergerichteten Bau handelte ist unbekannt. Irgendwann in der Folge fiel die Burg endgültig wüst.
1861 gehörte der Burgstall mit dem umgebenden Waldstück auf dem Weichselberg zum Rittergut Mühlhausen. 1863 wurde der Besitz von der Familie von Egloffstein verkauft.

## Denkmaldaten
Der Bereich des Burgstalls ist unter der Nummer "D-5-6230-0007" mit der Beschreibung "Burgstall des Mittelalters ("Burgstuhl")" als Bodendenkmal geschützt.
siehe dazu: Liste der Bodendenkmäler in Mühlhausen (Mittelfranken)